# 解剖治療化学分類法
解剖治療化学分類法（かいぼうちりょうかがくぶんるいほう、Anatomical Therapeutic Chemical Classification System）は医薬品の分類に用いられる。普通はATC分類またはATCコードと呼ばれる。
WHOの医薬品統計法共同研究センター (Collaborating Centre for Drug Statistics Methodology) によって管理されており、1976年に発行が開始された。この分類法では、医薬品は効果をもたらす部位・器官、および作用能・化学的特徴によって5つのレベルでグループ分けされる。

## 分類
以下の5つのレベルによる分類法が適用される。
第1レベル
解剖学的部位に基づいた分類で、アルファベット1文字で表される。14のメイングループからなる。
- A — 消化管および代謝
- B — 血液、および血液を生成する器官
- C — 循環器系
- D — 皮膚
- G — 泌尿生殖器系、性ホルモン
- H — 全身性のホルモン調節剤、性ホルモンとインスリンを除く
- J — 全身性の抗感染症薬
- L — 抗悪性腫瘍薬、免疫調節剤
- M — 筋骨格系
- N — 神経系
- P — 駆虫性薬剤、殺虫剤、忌避剤
- Q — 獣医学で用いる医薬品
- R — 呼吸器系
- S — 感覚器系
- V — その他

第2レベル治療法メイングループによる分類。2個の数字で示される。
第3レベル治療法・薬学サブグループによる分類。1個のアルファベットで示される。
第4レベル化学・治療法・薬学サブグループによる分類。1個のアルファベットで示される。
第5レベル化学構造サブグループによる分類。2個の数字で示される。

### 用例
アスピリン（アセチルサリチル酸）を例にとって説明する。ATCコード B01AC06 は解熱薬としての番号である。
1. アルファベット B — 血液、および血液を生成する器官に作用することを示す
2. 数字 01 — 抗血栓剤サブグループに属すことを示す
3. アルファベット A — 抗血栓剤サブグループに属すことを示す。このサブサブグループ名は1つ上位のサブグループ（第2レベル）の名称と同一だが、これは上位グループの全て範囲を包含することを意味するわけではない。抗血栓剤はこれ以上細分化できないためである
4. アルファベット C — ヘパリンを除く解熱剤のグループに属すことを示す
5. 数字 06 — 活性を持つ基質がアスピリンであることを示す。つまり、ATCコード B01AC06 を持つ全ての医薬品にはアスピリンが含まれることを意味する

アスピリンは鎮痛薬としての機能も持つため、もう1つのATCコード N02BA01 も与えられている。
1. アルファベット N — 神経系に作用することを示す
2. 数字02 — 鎮痛薬であることを示す
3. アルファベット B — 「その他の鎮痛剤および解熱薬」サブグループに属すことを示す
4. アルファベット A — サリチル酸またはその誘導体であることを示す
5. 数字01 — アセチルサリチル酸であることを示す

## ATCvet
ATCvet（Anatomical Therapeutic Chemical Classification System for veterinary medicinal products）は、獣医学のためのATCコードである。
ATCvetコードは主に人間向け医薬品の分類に使われるATCコードの頭にQを付けて表される。例えば、フロセミドはATCコードでC03CA01、ATCvetコードでQC03CA01となる。また、QIは免疫学薬、QJ51は乳房内で使用する抗菌薬、QN05AX90はアムペロジド、など幾つかのコードは独占的に使用されている。